# Cosmin Pascari
Cosmin Pascari (* 12. Mai 1998 in Păltinoasa, Kreis Suceava) ist ein rumänischer Ruderer und Vizeweltmeister im Vierer ohne 2019 sowie Olympiazweiter 2021.

## Karriere
Pascari gewann 2014 mit dem rumänischen Achter die Bronzemedaille bei den Junioren-Europameisterschaften. Anschließend startete er im Vierer ohne Steuermann bei den Junioren-Weltmeisterschaften in Hamburg. Zusammen mit Robert-Ovidiu Grosan, Constantin Radu und Sergiu-Vasile Bejan gewann er die Silbermedaille hinter dem deutschen Boot. Ein Jahr später konnte er bei der Junioren-Europameisterschaft 2015 mit Ioan-Alexandru Birsan, Mihai Ianos und Alexandru Ciprian Matinca die Silbermedaille im Vierer ohne hinter den Schweizern gewinnen. Zur Junioren-Weltmeisterschaft im August kam Ciprian Tudosă für Ioan-Alexandru Birsan ins Boot. In der neuen Besetzung gelang es ihnen dieses Mal den Titel zu gewinnen. 2016 gewann er im Zweier ohne Steuermann mit Mihăiță-Vasile Țigănescu bei den Junioren-Europameisterschaften die Silbermedaille. Anschließend wechselten die beiden mit Ștefan-Constantin Berariu und Constantin-Cristi Hirgau wieder in den Vierer ohne. In Rotterdam bei der Junioren-Weltmeisterschaft konnte er in dieser Kombination erneut Weltmeister im Vierer ohne Steuermann werden.
In der Saison 2017 belegte er den 6. Platz mit dem rumänischen Achter bei den Europameisterschaften. Anschließend wechselte er wieder mit Mihăiță-Vasile Țigănescu in den Zweier ohne. Gemeinsam gewannen sie die Goldmedaille bei den U23-Weltmeisterschaften. Mit Vlad-Dragoș Aicoboae gewann er im Zweier ohne bei den Weltmeisterschaften das B-Finale, was Platz 7 bedeutete. Zum Abschluss der Saison gewann er mit Mihăiță-Vasile Țigănescu den Titel bei den U23-Europameisterschaften im Zweier ohne. 2018 ging es wieder in den Vierer ohne mit Mihăiță-Vasile Țigănescu, Ștefan-Constantin Berariu und Ciprian Huc. Gemeinsam gewannen sie die U23-Weltmeisterschaften, die Europameisterschaften, belegten den 5. Platz bei den Weltmeisterschaften und gewannen bei der U23-Europameisterschaft.
Im Jahr 2019 feierte er den bisher größten Erfolg seiner Karriere, als er gemeinsam mit Mihăiță-Vasile Țigănescu, Ștefan-Constantin Berariu und Mugurel Vasile Semciuc im Vierer ohne Vizeweltmeister bei den Weltmeisterschaften in Linz/Ottensheim wurde. Im September gingen die vier auch noch bei der U23-Europameisterschaft an den Start, wo er seinen Titel im Vierer ohne Steuermann erfolgreich verteidigen konnte. Nachdem 2020 alle internationalen Weltcup Regatten und die Weltmeisterschaften abgesagt worden waren, startete er im Vierer ohne bei den U23-Europameisterschaften. Gemeinsam mit Florin Arteni-Fintinariu, Mugurel Vasile Semciuc und Ștefan-Constantin Berariu konnte er in Duisburg den Titel gewinnen. Für die anschließenden Europameisterschaften rückte Mihăiță-Vasile Țigănescu wieder für Florin Arteni-Fintinariu in den Vierer ohne Steuermann. Bei den Vizeweltmeistern lief es bei diesem Wettbewerb allerdings überhaupt nicht. Sie verpassten die Qualifikation für das A-Finale deutlich und konnten auch im B-Finale nur als fünfte über die Ziellinie fahren, so dass sie am Ende Platz 11 belegten. Im Jahr 2021 traten die vier wieder im Vierer ohne bei der Europameisterschaft an. Dieses Mal präsentierten sie sich wieder in der Form von 2019 und konnten hinter dem Boot aus Großbritannien die Silbermedaille gewinnen. Bei den Olympischen Spielen in Tokio siegte der australische Vierer, die Rumänen belegten den zweiten Platz mit 0,37 Sekunden Rückstand.

## Internationale Erfolge
- 2014: Bronzemedaille Junioren-Europameisterschaften im Achter
- 2014: Silbermedaille Junioren-Weltmeisterschaften im Vierer ohne Steuermann
- 2015: Silbermedaille Junioren-Europameisterschaften im Vierer ohne
- 2015: Goldmedaille Junioren-Weltmeisterschaften im Vierer ohne
- 2016: Silbermedaille Junioren-Europameisterschaften im Zweier ohne Steuermann
- 2016: Goldmedaille Junioren-Weltmeisterschaften im Vierer ohne
- 2017: 6. Platz Europameisterschaften im Achter
- 2017: Goldmedaille U23-Weltmeisterschaften im Zweier ohne
- 2017: 7. Platz Weltmeisterschaften im Zweier ohne
- 2017: Goldmedaille U23-Europameisterschaften im Zweier ohne
- 2018: Goldmedaille U23-Weltmeisterschaften im Vierer ohne
- 2018: Goldmedaille Europameisterschaften im Vierer ohne
- 2018: 5. Platz Weltmeisterschaften im Vierer ohne
- 2018: Goldmedaille U23-Europameisterschaften im Vierer ohne
- 2019: Silbermedaille Weltmeisterschaften im Vierer ohne
- 2019: Goldmedaille U23-Europameisterschaften im Vierer ohne
- 2020: Goldmedaille U23-Europameisterschaften im Vierer ohne
- 2020: 11. Platz Europameisterschaften im Vierer ohne
- 2021: Silbermedaille Europameisterschaften im Vierer ohne
- 2021: Silbermedaille Olympische Spiele 2020 im Vierer ohne